# Регина Саксен-Мейнингенская
Регина Саксен-Мейнингенская (нем. Regina von Sachsen-Meiningen; 6 января 1925, Вюрцбург, Бавария — 3 февраля 2010[…], Пёккинг, Бавария) — член Дома Веттинов, супруга Отто фон Габсбурга.

## Биография
Регина Саксен-Мейнингенская родилась в Вюрцбурге 6 января 1925 года. Она была младшей из четверых детей принца Георга Саксен-Мейнингенского и его супруги графини Клары Марии фон Корфф Шмиссинг-Керссенброк. У Регины было два старших брата: Антон-Ульрих, погибший во время Второй мировой войны, и Фридрих Альфред, отказавшийся от своего титула и ставший картузианским монахом, а также сестра, умершая до её рождения. Регина приходилась двоюродной сестрой королеве Нидерландов Беатрикс.
Несмотря на то, что династия Саксен-Мейнинген была протестантской, Регина была воспитана католичкой, в вере своей матери. Она выросла в замке Фесте Хельдбург в Южной Тюрингии. Её отец был судьей в Майнингене и Хильдбургхаузене и погиб в советском лагере для военнопленных под Череповцом в 1946 году в её 21-й дня рождения. После этого они с матерью переехали в Западную Германию. Там, работая в центре для венгерских беженцев Каритас, Регина познакомилась со своим будущим мужем.
10 мая 1951 года Регина Саксен-Мейнингенская вышла замуж за Отто фон Габсбурга, старшего сына императора Австрии Карла I. Свадьба состоялась в Церкви кордильеров в Нанси с благословения папы Пия XII.
После заключения брака она стала использовать имя Регина, кронпринцесса Австрийская, или Регина фон Габсбург. С 10 мая 1954 года и до самой смерти Регина с супругом жили в его официальной резиденции на вилле Остриа в Пёккинге, на берегу озера Штарнбергер.
2 декабря 2005 года у Регины случился инсульт и она попала в госпиталь в Нанси. Несмотря на это 22 февраля 2006 года она участвовала в церемонии перезахоронения останков своей матери и старшего брата Антона Ульриха в склеп в церковном дворе фамильного замка Фесте Хельдбург. В 2007 году под её руководством был организован перенос останков её отца из Череповца.
Регина фон Габсбург умерла 3 февраля 2010 года, в возрасте 85 лет, и была похоронена в замке Фесте Хельдбург. Прах был перевезен сначала в Мариацелль, а затем — в Императорский склеп к похоронам её супруга 16 июля 2011 года. Могилы Регины и Отто фон Габсбургов укрыты штандартами рода Габсбургов и около них несут службу почётные гвардейцы в австро-венгерской форме.

## Дети
У Регины и Отто фон Габсбургов родилось семь детей:
- Андреа фон Габсбург (род. 30 мая 1953); вышла замуж за Карла Евгения фон Нейпперга, три сына и две дочери.
- Моника фон Габсбург (род. 13 сентября 1954, сестра-близнец Михаэлы); вышла замуж за Луиса Гонзагу, графа Сантанджело, гранда Испании, четверо сыновей.
- Микаэла фон Габсбург (род. 13 сентября 1954, сестра-близнец Моники); была дважды замужем, два сына и дочь от первого брака.
- Габриэла фон Габсбург (род. 14 октября 1956), посол Грузии в Германии с 2009 по 2013 года; была замужем за Кристианом Мейстером, сын и две дочери.
- Вальбурга фон Габсбург (род. 5 октября 1958), депутат шведского риксдага, вице-президент Панъевропейского союза; замужем за графом Арчибальдом Дугласом (представителем древнего рода шведского дворянства), один сын.
- Карл фон Габсбург (род. 11 января 1961), нынешний Глава дома Габсбургов; женат на баронессе Франческе Тиссен-Борнемиса, сын и две дочери.
- Георг фон Габсбург (род. 16 декабря 1964), президент Красного креста Венгрии; женат на герцогине Эйлике Ольдербургской, сын и две дочери.

## Титулы и награды
- Принцесса Саксен-Мейнингенская (по праву рождения)
- Титулярная Императрица Австрии (по праву супруга, с 10 мая 1951 года)
- Титулярная Королева Венгрии и Богемии (по праву супруга, с 10 мая 1951 года)[к. 1]
- Великий магистр ордена Рабынь Добродетели
- Великий магистр Благороднейшего ордена Звёздного креста
- Великий магистр ордена Любви к ближнему
- Великий магистр ордена Елизаветы-Терезии
- Великий магистр Австрийского императорского ордена Елизаветы
- Дама Большого креста чести и преданности Мальтийского ордена[4]

### Комментарии
1. ↑  В Австрии и Венгрии эти титулы не признаются с 1918 года. Однако Габсбурги имеют право использовать их в других странах и при официальной переписке.